# Gran Premio de Bélgica de Motociclismo de 1954
El Gran Premio de Bélgica de Motociclismo de 1954 fue la cuarta prueba de la temporada 1954 del Campeonato Mundial de Motociclismo. El Gran Premio se disputó el 4 de julio de 1954 en el Circuito de Spa.

## Resultados 500cc
En la carrera de 500cc, Geoff Duke estuvo soberbio, mientras que su competidor más cercano Ray Amm se retiró. Ken Kavanagh acabó segundo con su Moto Guzzi Quattro Cilindri, pero llegó un minuto por detrás. Sin embargo, para la cuatro cilindros de bajo rendimiento de Moto Guzzi fue un resultado excelente. El tercero fue el belga Léon Martin, por delante de Bob McIntyre. Geoff Duke ahora tomaba una ventaja considerable sobre Ray Amm y Pierre Monneret en el liderazgo del Mundial.
| Pos.    | Piloto             | Moto       | Tiempo/Retirado | Puntos |
| ------- | ------------------ | ---------- | --------------- | ------ |
| 1       | Geoff Duke         | Gilera     | 1h 12' 03" 8    | 8      |
| 2       | Ken Kavanagh       | Moto Guzzi | +1' 12" 2       | 6      |
| 3       | Léon Martin        | Gilera     | +1' 58" 1       | 4      |
| 4       | Bob McIntyre       | AJS        | +2' 24" 3       | 3      |
| 5       | Keith Campbell     | Norton     | +1 Vuelta       | 2      |
| 6       | Peter Murphy       | Matchless  | +1 Vuelta       | 1      |
| 7       | Jack Ahearn        | Norton     | +1 Vuelta       |        |
| 8       | Harold Clark       | Norton     | +1 Vuelta       |        |
| 9       | Auguste Goffin     | Norton     | +1 Vuelta       |        |
| 10      | Dennis Lashmar     | BSA        | +1 Vuelta       |        |
| 11      | Phil Heath         | Norton     | +1 Vuelta       |        |
| 12      | Raoul Gerrebos     | Norton     | +1 Vuelta       |        |
| 13      | Bob Matthews       | Norton     | +1 Vuelta       |        |
| 14      | Tom McCleary       | Matchless  | +2 Vueltas      |        |
| Ret     | Georg Braun        | Horex      | Ret             |        |
| Ret     | Reg Armstrong      | Gilera     | Ret             |        |
| Ret     | Rod Coleman        | AJS        | Ret             |        |
| Ret     | Pierre Monneret    | Gilera     | Ret             |        |
| Ret     | Leo-Trevor Simpson | AJS        | Ret             |        |
| Ret     | Fergus Anderson    | Moto Guzzi | Ret             |        |
| Ret     | Enrico Lorenzetti  | Moto Guzzi | Ret             |        |
| Ret     | Roland Schnell     | Horex      | Ret             |        |
| Ret     | Ray Amm            | Norton     | Ret             |        |
| Ret     | Maurice Quincey    | Norton     | Ret             |        |
| Fuente: |                    |            |                 |        |

## Resultados 350cc
El equipo de 350cc de Moto Guzzi aún no había anotado un punto por lo que fue revisado su carenado y el motor. Por lo tanto, en Bélgica, la situación cambió. Ken Kavanagh ganó por delante de su compañero de equipo Fergus Anderson y Enrico Lorenzetti quedó cuarto. La carrera se vio empañada por la muerte de Gordon Laing, quien trataba de seguir a Ray Amm tuvo que esquivar al piloto caído Roy Godwin. Como resultado, se salió de la pista y se cayó. Anderson, que estaba detrás de Amm y Laing, entró en el box para advertir a los rescatistas, perdiendo cinco lugares. Después de la carrera, cuatro hombres compartían el liderazgo en la clasificación de la Copa del Mundo, todos ellos con una victoria cada uno.
| Pos. | Piloto              | Moto       | Tiempo/Retirado | Puntos |
| ---- | ------------------- | ---------- | --------------- | ------ |
| 1    | Ken Kavanagh        | Moto Guzzi | 56"56'3         | 8      |
| 2    | Fergus Anderson     | Moto Guzzi | +54'7           | 6      |
| 3    | Siegfried Wünsche   | DKW        | +1"28'7         | 4      |
| 4    | Enrico Lorenzetti   | Moto Guzzi | +2"06'7         | 3      |
| 5    | Leo Simpson         | AJS        |                 | 2      |
| 6    | Bob McIntyre        | AJS        |                 | 1      |
| 7    | Auguste Goffin      | Norton     |                 |        |
| 8    | Peter Murphy        | AJS        |                 |        |
| 9    | Keith Bryen         | Norton     |                 |        |
| 10   | Maurice Quincey     | Norton     |                 |        |
| 11   | Bob Matthews        | AJS        |                 |        |
| 12   | Keith Campbell      | Norton     |                 |        |
| 13   | Harold Clark        | Norton     | + 1 vuelta      |        |
| 14   | John Storr          | AJS        | + 1 vuelta      |        |
| 15   | Phil Heath          | AJS        | + 1 vuelta      |        |
| 16   | Tom McCleary        | AJS        | + 1 vuelta      |        |
| 17   | August Hobl         | DKW        | + 1 vuelta      |        |
| 18   | Raoul Gerrebos      | Norton     | + 1 vuelta      |        |
| 19   | Lo Simons           | AJS        | + 1 vuelta      |        |
| 20   | Firmin Dauwe        | Norton     | + 1 vuelta      |        |
| 21   | Dennis Lashmar      | BSA        | + 1 vuelta      |        |
| 22   | Astère van Fleteren | AJS        | + 1 vuelta      |        |
| Ret  | Gordon Laing        | Norton     | Val (†)         |        |
| Ret  | Roy Godwin          | Norton     | Ret             |        |
| Ret  | Rod Coleman         | AJS        | Ret             |        |
| Ret  | Ray Amm             | Norton     | Ret             |        |